# Peggy Wood
Peggy Wood, nata Mary Margaret Wood (Brooklyn, 9 febbraio 1892 – Stamford, 18 marzo 1978), è stata un'attrice e cantante statunitense.

## Biografia
Nota per la sua partecipazione alla serie TV Mama (1949-1957) e al film musicale Tutti insieme appassionatamente (1965), è stata attiva per decenni soprattutto a teatro, diventando una delle "grandi dame" di Broadway e del teatro di Londra.
Esordì all'età di 8 anni come Nanette nel successo dell'anteprima di Naughty Marietta di Victor Herbert a Syracuse (New York) il 24 ottobre 1910. 
Nel 1912 interpretò Valerie in The Lady of the Slipper di Herbert con Elsie Janis, Lydia Lopokowa, Vernon Castle, David C. Montgomery e Fred Stone nell'anteprima a Filadelfia e nella prima al Globe Theatre di New York.
Negli anni venti prese parte a numerose commedie e musical. Debuttò nel cinema con il film muto Almost a Husband (1919), al fianco di Will Rogers. Tornò a lavorare nel cinema soltanto negli anni trenta e quaranta recitando, tra l'altro, in The Right to Live (1935), Non c'è due... senza tre (1946), La magnifica bambola (1946) e L'uomo che vorrei (1948).
Dal 1959 al 1966 fu presidente dell'ANTA (American National Theatre and Academy). Nel 1966 ottenne la candidatura all'Oscar alla miglior attrice non protagonista e al Golden Globe nella stessa categoria per la sua interpretazione in Tutti insieme appassionatamente. Per due volte fu candidata agli Emmy Awards: nel 1953 e nel 1957. Si ritirò dalle scene nel 1968.

## Filmografia parziale

### Cinema
- Almost a Husband, regia di Clarence G. Badger (1919)
- Ombre sul cuore (Wonder of Women), regia di Clarence Brown (1929)
- È nata una stella (A Star Is Born), regia di William A. Wellman (1937)
- La casa delle fanciulle (The Housekeeper's Daughter), regia di Hal Roach (1939)
- Non c'è due... senza tre (The Bride Wore Boots), regia di Irving Pichel (1946)
- La magnifica bambola (Magnificent Doll), regia di Frank Borzage (1946)
- L'uomo che vorrei (Dream Girl), regia di Mitchell Leisen (1948)
- La storia di Ruth (The Story of Ruth), regia di Henry Koster (1960)
- Tutti insieme appassionatamente (The Sound of Music), regia di Robert Wise (1965)

### Televisione
- I racconti del West (Dick Powell's Zane Grey Theatre) – serie TV, episodio 2x10 (1957)
- The Nurses – serie TV, episodio 1x23 (1963)

## Doppiatrici italiane
- Tina Lattanzi in L'uomo che vorrei
- Giovanna Scotto in La storia di Ruth
- Lydia Simoneschi in Tutti insieme appassionatamente (dialoghi)
- Delia Fenzi in Tutti insieme appassionatamente (canto)
- Matteo Gasparri in Tutti insieme appassionatamente (canto in Cerca il tuo mondo per l'edizione integrale del 2005)

## Riconoscimenti
Premi Oscar 1966 – Candidatura all'Oscar alla miglior attrice non protagonista per Tutti insieme appassionatamente